# Abbigliamento militare dell'antica Roma

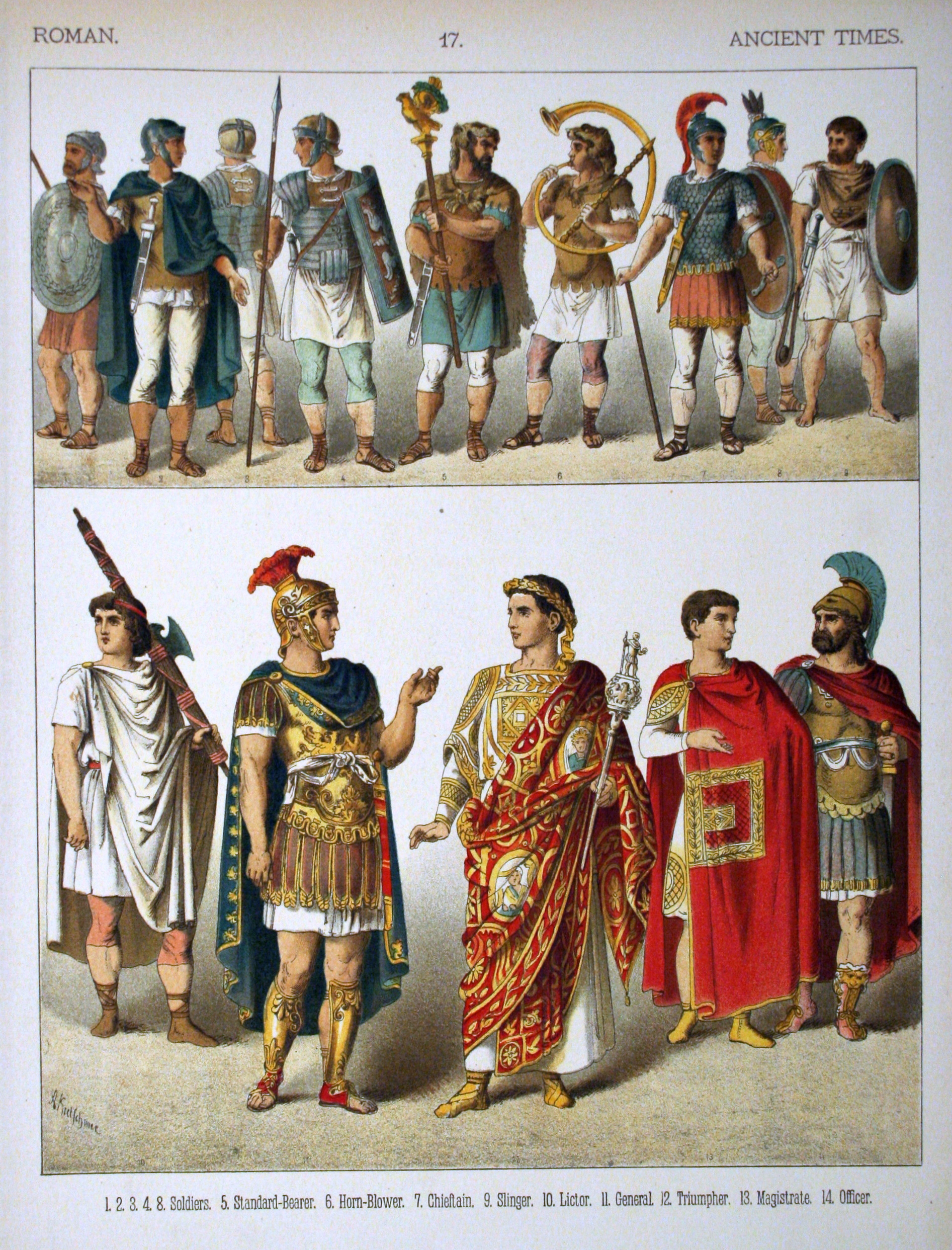
Tempi antichi, Romani. - 017 - Costumi di tutte le nazioni (1882).

Le legioni della Repubblica e dell’Impero Romano avevano un equipaggiamento e un’armatura abbastanza standardizzati, in particolare a partire dal primo o medio I secolo d.C. in avanti, quando fu introdotta la Lorica Segmentata (armatura segmentata). 

## Differenze
La mancanza di una produzione unificata per l’esercito romano comportava ancora notevoli differenze nei dettagli. Anche le armature prodotte nelle fabbriche statali variavano a seconda della provincia di provenienza.
Nel mondo romano, fin dai tempi arcaici, e durante tutto il periodo imperiale e tardo imperiale, lo stile nelle usanze, così come nell'abbigliamento era dettato dalla moda dell'epoca, che variava secondo il periodo e i luoghi, prendendo ispirazione dalle culture e dai popoli con cui, man mano, nella conquista, i romani venivano a contatto. I frammenti di abiti sopravvissuti e i dipinti murali indicano che la tunica di base del soldato romano era di lana rossa o non tinta (bianco sporco). È noto che i comandanti superiori indossassero mantelli e ornamenti sugli elmi di penne e di crine di cavallo bianchi. I centurioni, che costituivano i gradi degli ufficiali, avevano decorazioni sulle loro corazze, simili alle medaglie moderne, e portavano lunghi bastoni.

## Composizione
Esempi di elementi dell'armatura personale militare romana includevano: 
- Galea o elmo del soldato. Le varianti comprendevano l'elmo Coolus, l'elmo Montefortino e l'elmo imperiale
- Schinieri, per proteggere le gambe.
- Lorica (armatura), comprendente:
  - Lorica hamata (armatura di maglia)
  - Lorica manica (parabraccia)
  - Lorica plumata (una forma di armatura a scaglie che ricorda le piume)
  - Lorica segmentata (corazza segmentata)
  - Lorica squamata (armatura a scaglie)
  - Lorica musculata (armatura muscolare)
- Gli pterugi, forse destinati principalmente ai ranghi più alti, formavano una gonna difensiva di strisce di pelle o di tessuto multistrato (lino) o lembi indossati pendenti dalla vita delle corazze

Altri indumenti e attrezzature includevano:
- Una tunica
- Il balteo, una cintura indossata su una spalla che viene solitamente utilizzata per trasportare un'arma (solitamente una spada) o un altro strumento come una tromba o un tamburo
- Il balteus, la cintura standard indossata dal legionario romano. Probabilmente veniva utilizzato per infilare i vestiti o per contenere le armi
- Braccae (pantaloni), popolari tra i legionari romani di stanza nei climi più freddi a nord dell'Italia meridionale
- Caligae, calzature militari o sandali con suola spessa, indossati dai soldati legionari romani e dagli ausiliari durante tutta la storia della Repubblica e dell'Impero romano
- Il focale, una sciarpa indossata dal legionario romano per proteggere il collo dagli sfregamenti causati dal contatto costante con l'armatura del soldato
- Il loculus, una bisaccia, portata dai legionari come parte della loro sarcina (borsa da marcia)
- Il paludamentum, mantello o cappa allacciato/a su una spalla, indossato dai comandanti militari e (meno spesso) dalle loro truppe. I soldati semplici indossavano un sagum invece del paludamentum